# CAST (experimento)

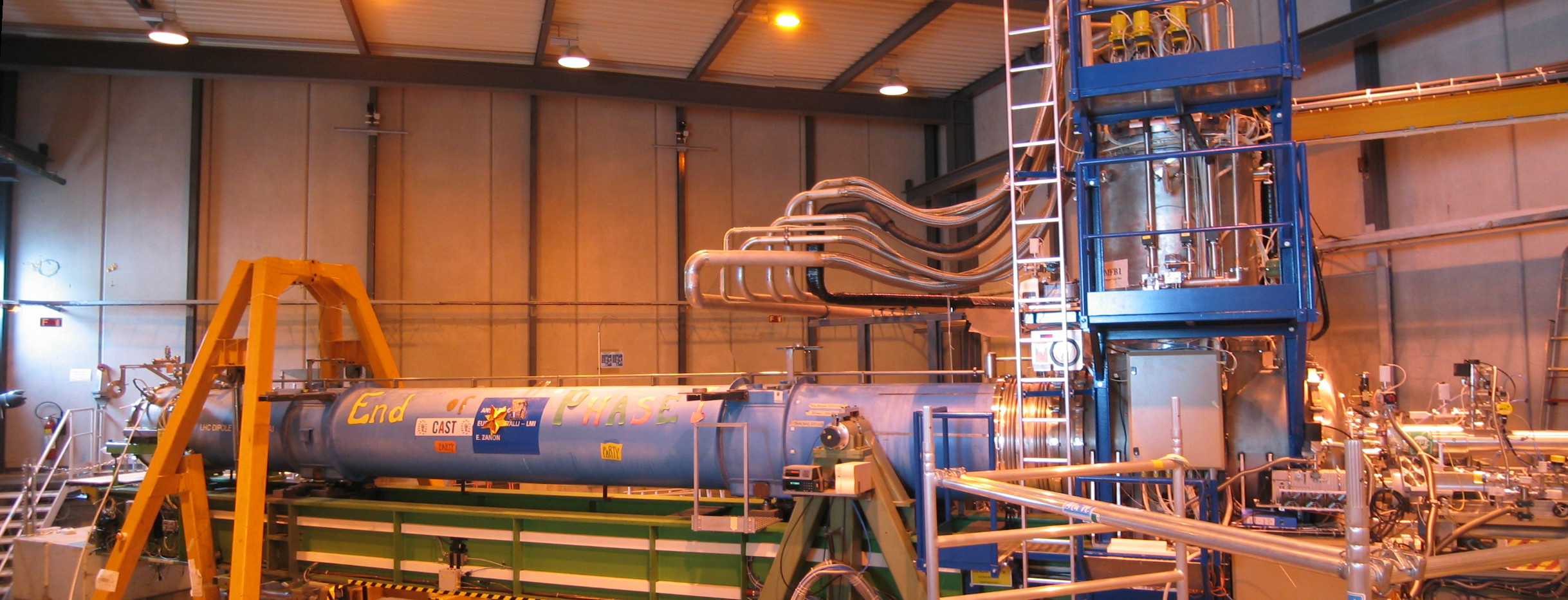
CAST. Los pivotes magnéticos de telescopio (en azul) sobre el lado derecho, mientras el pórtico (en amarillo) a la izquierda de la imagen se sitúa alrededor de un tubo circular en el suelo y eleva o baja la parte izquierda del tubo para seguir la pista del Sol.

El CAST o Telescopio Solar de Axiones del CERN (del inglés CERN Axion Solar Telescope) es un experimento de física de astropartículas para descubrir las partículas llamadas axiones originados en el Sol. El experimento, situado en el CERN, Suiza, empezó su funcionamiento en 2002, empezando la primera toma de datos en mayo de 2003. La detección exitosa de axiones solares constituiría un descubrimiento importante para la física de partículas, además de también abrir una nueva ventana en la astrofísica del núcleo solar.
Si los axiones existen, pueden ser producidos en el núcleo del Sol cuando los rayos-X dispersan electrones y protones en la presencia de fuertes campos eléctricos. La organización experimental está construida alrededor de un imán de prueba de {\displaystyle 9.26\ m} de largo para el LHC capaz de producir un campo de hasta {\displaystyle 9.5\ T} (Teslas). Con este fuerte campo magnético se espera revertir los axiones solares a rayos-X para su subsiguiente detección mediante detectores de rayos-X. El telescopio observa el Sol durante aproximadamente 1.5 horas al amanecer y otras 1.5 horas en el ocaso cada día. Las restantes 21 horas, con el instrumento apuntando fuera del Sol, se utilizan para medir los niveles de axiones en el fondo.
CAST empezó a operar en 2003 buscando axiones de hasta {\displaystyle 0.02\ eV}. En 2005, Helio-4 fue añadido al imán, extendiendo la sensibilidad para masas de hasta {\displaystyle 0.39\ eV}, y más tarde Helio-3 fue utilizado durante 2008–2011 para masas de hasta {\displaystyle 1.15\ eV}. CAST entonces operó con vacío otra vez buscando axiones por debajo de {\displaystyle 0.02\ eV}.
Para 2014, CAST no había presentado ninguna evidencia definitiva para la existencia de axiones solares. Se había estrechado considerablemente el rango de los parámetros en los cuales estas partículas esquivas podrían existir. CAST ha puesto límites significativos en  el acoplamiento de los axiones con electrones y fotones.
Un artículo (o paper) de 2017 que utiliza datos recogidos entre 2013-2015 informó de un nuevo y mejor límite en el acoplamiento axión-fotón de {\displaystyle 0.66\times 10^{-10}\ (GeV)^{-1}}.
Construido con la experiencia de CAST, una nueva generación mucho más grande de helioscopios de axiones, el Observatorio Internacional de Axiones (International Axion Observatory, IAXO), ha sido propuesto y está ahora en preparación.